# Øivind Holmsen
Øivind Holmsen (Oslo, 28 d'abril de 1912 - Oslo, 23 d'agost de 1996) fou un futbolista noruec de les dècades de 1930 i 1940.
Disputà 36 partits amb la selecció de futbol de Noruega, amb la qual guanyà la medalla de bronze als Jocs Olímpics de 1936 i participà en el Mundial de 1938. Pel que fa a clubs, fou jugador del Lyn Oslo.